# Jan Poot
Jan Poot (Vilvoorde, 26 januari 1879 – Brussel, 23 februari 1942) was een Vlaams toneelschrijver en directeur van de Koninklijke Vlaamse Schouwburg in Brussel. Hij is de vader van baron Marcel Poot.

## Directeur aan de Koninklijke Vlaamse Schouwburg
Poot werd in 1920 directeur van de Koninklijke Vlaamse Schouwburg in Brussel. Hij bleef aan tot zijn onverwachte dood in 1942. Hij regisseerde er onder andere Het gezin van Paemel van Cyriel Buysse en Wilde Lea van Nestor de Tière, naast andere Vlaamse stukken van onder andere Gaston Martens, Jaak Ballings, Gerard Walschap, Herman Teirlinck (met wie hij goed bevriend was) en van Poot zelf. Een repertoire dat vooral Vlaamse intellectuelen aansprak.
Hij liet vooral expressionistisch stukken spelen, naast stukken van toonaangevend Nederlanders, zoals Louis Bouwmeester en Edward Verkade.
Het directeurschap van Poot was geen onbeschreven passage in de geschiedenis van de KVS. Hij had veel tegenstanders, vooral Vlaams nationalisten. Hij kreeg ook te maken met de Duitse bezetting van de KVS. Zijn directeurschap betekende desalniettemin een lichte intellectualisering.
Hij werd opgevolgd door Louis de Bruyn.